# Jouvea
Genre
Classification APG III (2009)
Jouvea est un genre de plantes monocotylédones de la famille des Poaceae (graminées),  originaire d'Amérique.
Le genre Jouvea comprend deux espèces acceptées. 
Ce sont des plantes herbacées vivaces, stolonifères, dioïques, aux tiges prostrées de 30 à 40 cm de long, qui poussent dans les vasière et les dunes du littoral du nord du Mexique à l'Équateur.
Étymologiele nom générique « Jouvea » est un hommage au botaniste français Joseph Duval-Jouve (1810–1883).

## Liste d'espèces
Selon World Checklist of Selected Plant Families (WCSP) (14 juillet 2016) :
- Jouvea pilosa (J.Presl) Scribn. (1896)
- Jouvea straminea E.Fourn. (1876)